# Hans Conon von der Gabelentz

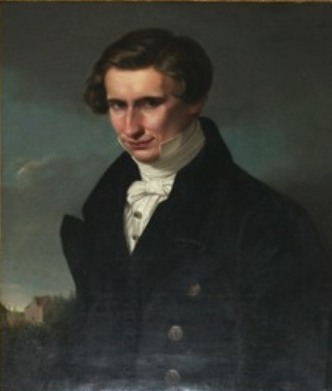

Hans Conon von der Gabelentz, född 13 oktober 1807 i Altenburg, död 3 september 1874 i Lemnitz, var en tysk språkforskare, orientalist och politiker, far till Georg von der Gabelentz.
von der Gabelentz studerade juridik och orientaliska språk vid universiteten i Leipzig och Göttingen och blev 1831 kammar- och regeringsråd i Sachsen-Altenburg. År 1848 var han ledamot av förparlamentet i Frankfurt och 1848–1849 ministerpresident i Sachsen-Altenburg. År 1850 var han medlem av Erfurtparlamentet och 1851–1870 president i Sachsen-Altenburgs ständerförsamling.
von der Gabelentz var en av grundläggarna av Zeitschrift für die Kunde des Morgenlandes, i vilken han offentliggjorde uppsatser över Mongoliet. Tillsammans med Julius Löbe utgav han 1843–1846 en ny kritisk upplaga av Wulfilas gotiska bibelöversättning jämte grammatik, ordbok och latinsk översättning. Sedan vände han sig till språken av den finska stammen och var den förste i Tyskland, som bearbetade dessa efter rationella grundsatser. 
Därjämte utgav han flera arbeten över manchuiska språket. Förut obearbetade språk behandlade han i Beiträge zur Sprachenkunde (1852), som innehåller grammatikor över dajak-, dakota- och kiririspråken, samt i uppsatser i Zeitschrift der deutschen morgenländischen Gesellschaft över swahiliernas, samojedernas, hazarernas, aimakernas med flera språk.
Hans viktigaste filologiska arbete är Die melanesischen Sprachen (1860–1873), i vilket han behandlar flera av de i Oceanien talade språken. Av allmänt grammatiskt innehåll är Über das Passivum (1860).